# Bogislav von Schwerin
Bogislav Axel Karl Ulrich Graf von Schwerin (Berlijn, 19 oktober 1892 - Tammistu, 17 september 1944) was een Duitse officier en Generalleutnant tijdens de Tweede Wereldoorlog.

## Leven
Bogislav Axel Karl Ulrich Graf von Schwerin werd op 19 oktober 1892 in Berlijn geboren. Schwerin was de zoon van de General der Infanterie a.D. Bogislav Graf von Schwerin (1851-1926). Zijn moeder was Marie Gräfin von Schwerin, geboren Griesheim (1863-1931). Na zijn opleiding aan de cadettenschool, trad hij op 22 maart 1913 als Fähnrich in dienst van het Pruisische leger. Hij werd bij het 2. Garde-Regiment zu Fuß geplaatst. Daarna werd hij naar de Kriegsschule (militaire school) gecommandeerd.

### Eerste Wereldoorlog
Tijdens de uitbraak van de Eerste Wereldoorlog, werd hij weer bij het 2. Garde-Regiment zu Fuß geplaatst en ging meteen naar het front. Aan het front werd Schwerin op 2 september 1914 bevorderd tot Leutnant. Als Leutnant werd hij bij het 2. Garde-Regiment zu Fuß als compagnieofficier ingezet. Later werd hij ook als compagniecommandant in zijn regiment ingezet. Tijdens de oorlog werd hij ook als ordonnansofficier bij het Garde-Korps gebruikt. Aan het einde van oorlog werd hij als regimentsadjudant van het 2. Garde-Regiment zu Fuß gebruikt. In de Eerste Wereldoorlog raakte Schwerin gewond, en werd hiervoor met het Gewondeninsigne 1918 in het zwart onderscheiden. Bovendien werd hij met de beide klasse van het IJzeren Kruis 1914 onderscheiden.

### Interbellum
Op 1 oktober 1919 werd Schwerin in de Reichswehr opgenomen. Hij werd in het Reichswehr-Infanterie-Regiment 115 ingedeeld. In het voorjaar van 1920, behoorde hij tijdens het 200.000 man sterke overgangsleger tot dit regiment. Bij het opbouwen van het 100.000 man sterke Reichsheer van de Reichswehr, werd hij in het 9. (Preußisches) Infanterie-Regiment opgenomen. Bij het 9. (Preußisches) Infanterie-Regiment werd Schwerin het eerste jaar als compagnieofficier ingezet. Op 11 juli 1922 trouwde Schwerin met de negen jaren jongere Liselotte von Eberhardt, de plechtigheid vond in Wernigerode plaats. Op 5 mei 1923 werd de oudste zoon van Schwerins geboren. Op 1 april 1924 werd Schwerin bevorderd tot Oberleutnant. Na zijn bevordering, behoorde hij tot de 11e compagnie van het 9. (Preuß.) Infanterie-Regiment in Spandau gestationeerd. Vanaf 1924/1925 was hij voor meerdere jaren bij de 5e compagnie van het 9. (Preuß.) Infanterie-Regiment in Berlijn-Lichterfelde. Op 15 april 1927 werd de tweede zoon van het echtpaar Schwerin geboren. In het voorjaar van 1928 behoorde Schwerin tot de regimentsstaf van het 9. (Preuß.) Infanterie-Regiment in Potsdam. Op 1 februari 1929 werd hij bevorderd tot Hauptmann. In de winter van 1929/1930 werd hij tot opvolger van de Major Hans von Salmuth, als chef van de 1e compagnie van het 9. (Preuß.) Infanterie-Regiment in Potsdam benoemd. Deze functie zou hij meerdere jaren vervullen. Met zijn benoeming tot chef, werd Schwering ook op 1 juni 1933 bevorderd tot Major.

### Tweede Wereldoorlog
Gedurende de uitbreiding van de Reichswehr naar de Wehrmacht, werd hij vanaf 1 juni 1935 in de regimentsstaf van het infanterieregiment Potsdam in Potsdam inzet. Op 15 oktober 1935 werd Schwerin als adjudant (IIa) bij de staf van de nieuw opgerichte 23e Infanteriedivisie, deze was ook in Potsdam gestationeerd. Hij vervulde deze functie opnieuw voor meerdere jaren. Op 1 februari 1938 werd hij bevorderd tot Oberstleutnant. Als zodanig werd hij op 10 november 1938 tot commandant van het 1e bataljon van het 8e infanterieregiment in Frankfurt an der Oder benoemd. Hij oefende deze functie meerdere jaren uit. Hij behield deze functie ook tijdens de mobilisatie voor de Tweede Wereldoorlog in de zomer van 1939. Hij voerde zijn bataljon in de Poolse Veldtocht aan, als onderdeel van de 3e Infanteriedivisie. Eind september 1939 werd hij met zijn bataljon naar het Westfront verplaatst. Eind 1939 droeg hij zijn commando weer over. Daarvoor was hij als adjudant (IIa) op 1 januari 1940 bij Generalkommando VI. Armeekorps geplaatst. Op 1 februari 1940 werd Schwerin als IIa bij het Oberkommando van het 16. Armee (16e Leger) geplaatst. Hij bekleedde deze functie vervolgens meerdere jaren. Op 1 januari 1941 werd hij bevorderd tot Oberst. In het voorjaar van 1940 werd Schwerin als Oberst bij het AOK 16 (Armeeoberkommando 16) voor de Slag om Frankrijk geplaatst. Na de Slag om Frankrijk werd hij ook tijdens de bezetting ingezet, voordat het AOK 16 in het voorjaar van 1941 naar het oosten werd verplaatst. In de zomer van 1941 werd het Oberkommando, tijdens Operatie Barbarossa in het noordelijke sector van het Oostfront gebruikt. Op 7 september 1943 werd Schwerin met het Duitse Kruis in zilver onderscheiden. Aan het einde van maand werd hij afgelost. Daarop werd hij werd in de Führerreserve gezet. In het Führerreserve werd hij op 1 oktober 1943 bevorderd tot Generalmajor. In november 1943 werd hij als opvolger van Generalleutnant Erich Hofmann tot commandant van de 207. Sicherungs-Division (207e Beveiligingsdivisie) in Noord-Rusland benoemd. Op 1 januari 1944 werd hij met het commando de Divisie z.b.V. 442 in het centrale deel van het Oostfront belast. De staf werd door het 9. Armee (9e Leger) gebruikt. Eind februari 1944 gaf hij naar verluidt zijn bevel over de Divisie, b.v. 442 op. In maart 1944 werd Schwerin met het commando van de 221. Sicherungs-Division (221e Beveiligingsdivisie) belast. Eind april 1944 werd hij weer tot commandant van het 207. Sicherungs-Division (207e Beveiligingsdivisie) benoemd zijn. Waarschijnlijk was hij de gehele tijd in deze functie ingezet. Vanwege een daad op 18 augustus 1944, werd Schwerin voor het Ridderkruis van het IJzeren Kruis voorgedragen. Op 17 september 1944 is hij dicht bij Timnitsu (Tammistu) bij Dorpat in de nabijheid van het Peipusmeer gesneuveld. Postuum werd hij op 1 september 1944 bevorderd tot Generalleutnant.

## Militaire carrière[9]
- Charakter Fähnrich: 22 maart 1913[10]
- Fähnrich: 18 oktober 1913[10]
- Leutnant: 6 augustus 1914 (zonder Patent)
- Onbekende datum Patent van 2 september 1914 ontvangen[10]
- 1 juli 1922 nieuwe RDA van 2 september 1914 ontvangen
- Oberleutnant: 1 april 1924[10]
- Hauptmann: 1 februari 1929[10]
- Major: 1 juni 1935/1933[10]
- Oberstleutnant: 1 februari 1938[10][11]
- Oberst: 1 januari 1941[11]
- 17 december 1941 nieuwe RDA van 1 april 1940 ontvangen[10]
- Generalmajor: 1 oktober 1943[10][11][12]
- Generalleutnant: 1 september 1944 (RDA van 1 september 1944) (Postuum)[10][11][12]

## Onderscheidingen[9]
- Ridderkruis van het IJzeren Kruis op 18 augustus 1944 (voorgedragen, maar niet toegekend)[10]
- Duitse Kruis in zilver[11] op 7 september 1943[2][10][13]
- IJzeren Kruis 1914, 1e Klasse[2] en 2e Klasse[2]
- Herhalingsgesp bij IJzeren Kruis 1939, 1e Klasse[2] (10 september 1944) en 2e Klasse[2] (23 oktober 1939)
- Kruis voor Oorlogsverdienste, 1e Klasse[13] (25 oktober 1941) en 2e Klasse (25 oktober 1941) met Zwaarden
- Medaille Winterschlacht im Osten 1941/42 op 30 juli 1942
- Gewondeninsigne 1918 in zwart[10]